# 开普勒7
开普勒7，是一颗位于天琴座的恒星。這顆恆星是由开普勒太空望远镜發現的，是該望远镜發現的第7個恆星。於2010年，开普勒太空望远镜发现它的一颗行星开普勒7b。這個行星是开普勒太空望远镜發現的第四個行星，該行星是一個氣體巨行星，其規模比木星還要大，但密度卻與土星相近。开普勒7比太陽質量還要大，且其半徑接近太陽半徑的兩倍。這颗恆星亦擁有很高的金屬量，而這直接影響了开普勒7行星系的形成。美國航空航天局於2010年1月4日在美國天文學會會議上發佈這個發現。

## 命名和發現
开普勒7是开普勒太空望远镜發現的第七顆恆星，因此得名「开普勒7」，而开普勒7b則是开普勒太空望远镜發現的第四顆行星。开普勒太空望远镜都是透過凌日法尋找系外行星的。於2010年1月4日，美國航空航天局在華盛頓哥倫比亞特區第215次美國天文學會會議上宣佈一系列新發現的系外行星。被宣佈的行星包括开普勒7b、开普勒4b、开普勒5b、开普勒6b和开普勒8b。开普勒7b的特點在於其極低的密度。
在开普勒太空望远镜發現了开普勒7b後，天文學家們又在夏威夷、得克薩斯州、亞利桑那州、加利福尼亞州和加那利群島驗證這個發現。

## 性質
开普勒7是一個類太陽恆星，其質量為太陽質量的1.347倍，而半徑則為太陽半徑的1.843倍。這代表开普勒7比太陽重35%，並且比太陽闊84%。這顆星的估計年齡為35 ± 1億年，而金屬量[Fe/H] = 0.11 ± 0.03，代表开普勒7的金屬豐度比太陽多30%。开普勒7的金屬量直接影響了开普勒7行星系的形成，因為一個富含金屬的恆星將更可能擁有行星。這顆星的有效溫度為5933 ± 44 K。相比而言，年齡為46億年的太陽的有效溫度僅為5778 K。

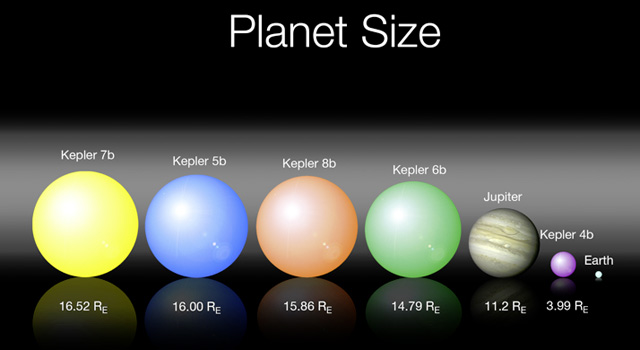
开普勒太空望远镜發現的首五個系外行星的大小比較，其中开普勒7b（黃色球體）是最大的。

开普勒7的視星等為13.3，代表人類肉眼是看不見這顆星的。這顆星估計距離地球1000至1400光年。

## 行星系統

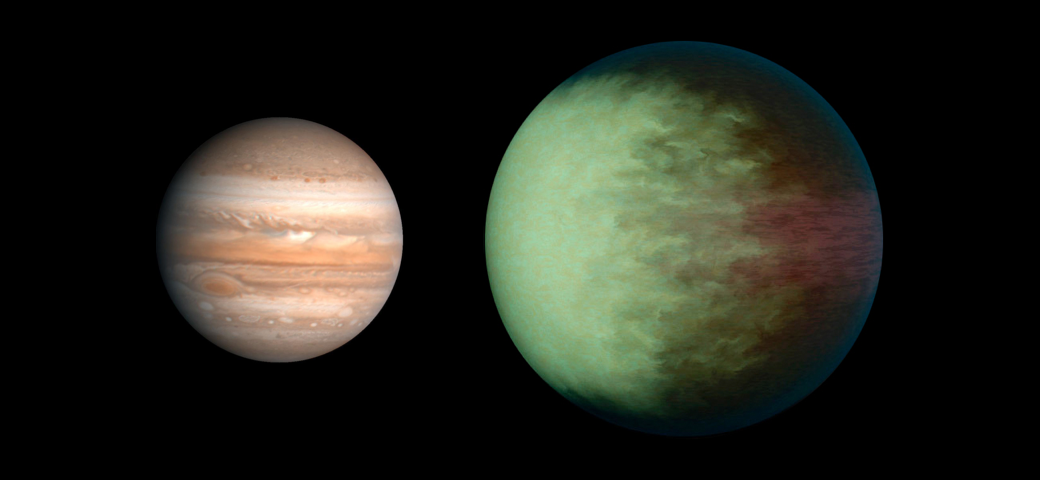
开普勒7b與木星比較

开普勒7b是至今被發現的唯一一個環繞开普勒7公轉的行星。开普勒7b的質量為木星質量的0.433倍，但半徑卻是木星半徑的1.478倍。這個行星的密度為0.166 grams/cc，為水密度的17%，與發泡膠相若。开普勒7b距離母星0.06224天文單位，軌道周期為4.8855天，因此是一個熱木星。相比而言，水星距離太陽0.3871天文單位，而軌道周期則為87.97天。开普勒7b的離心率估值為0。
| 成員 (依恆星距離) | 质量     | 半長軸 (AU) | 轨道周期 (天) | 離心率 | 傾角 | 半径     |
| ----------------- | -------- | ----------- | ------------- | ------ | ---- | -------- |
| b                 | 0.433 MJ | 0.06224     | 4.8855        | 0      | —    | 1.478 RJ |